# Źródło Tarnówki
Źródło Tarnówki – źródło potoku  Tarnówka (dopływ Białej Przemszy). Znajduje się na wysokości 370 m n.p.m. na przysiółku Czarny Las w miejscowości Domaniewice. Pod względem geograficznym są to tereny Wyżyny Częstochowskiej. Źródło wypływa w dolnej części Doliny Wodącej. Jest to niewielkie źródło, ale ciekawe z tego powodu, że cała dolina powyżej źródła jest doliną suchą. Porowate wapienne podłoże powoduje ubóstwo cieków wodnych w tym rejonie. Wiele dolin jest suchych – woda spływa podziemnymi przepływami.
Przez miejscową ludność źródło zwane jest wiecznym źródłem. Stwierdzono w nim występowanie wypławka alpejskiego (Crenobia alpina) – zimnolubnego płazińca występującego głównie w źródlanych wodach górskich.